# Alissa York
Alissa York (Winnipeg, 1970) è una scrittrice canadese vincitrice nel 1999 del Bronwen Wallace Memorial Award e del Journey Prize per il racconto The Back of the Bear’s Mouth. Nel 2007 grazie al romanzo Effigy, la sua opera più nota, ottiene la nomination per il Giller Prize, che quell'anno va ad Elizabeth Hay.

## Opere
- The Back of the Bear's Mouth
- Mercy
- Effigy